# تنقيح المقال في علم الرجال
تَنْقیحُ المَقال في عِلم الرّجال هو كتاب في علم الرجال، ألفه العالم الشيعي عبد الله المامقاني (المُتوفى سنة 1351 هـ). أدرج المؤلف في هذا الكتاب تراجم الصحابة والتابعين وأصحاب الأئمة الاثني عشر وباقي رواة الحديث والمحدثين إلى القرن الرابع الهجري، جمع فيه كل ما ورد في الكتب الرجالية المتقدمة والمتاخرة. يتكون الكتاب من ثلاث مجلداتٍ كبار، كان قد انتهى المؤلف من جمع الكتاب وترتيبه وتهذيبه وطبعه في ثلاث سنين.
قال الشيخ آغا بزرك الطهراني عنه: «فلله در مؤلفه من مصنف ما سبقه مصنفوا الرجال ومن تنقيح ما أتى بمثله الأمثال»، ولكن سجل بعض المعاصرين على الكتاب عدة انتقادات، منها الخلط بين المهمل والمجهول، وقد مدح الشيخ محمد تقي التستري الكتاب ولكن وجد فيه بعض الأخطاء فألف كتاب «قاموس الرجال» ليُصحح تلك الأخطاء.

## وصلات خارجية
- كتاب تنقيح المقال في علم الرجال عبر موقع مكتبة مدرسة الفقاهة